# Административно-территориальное деление Хакасии

## Административно-территориальное устройство
Согласно Конституции Хакасии и Закону «Об административно-территориальном устройстве Республики Хакасия», субъект РФ включает следующие административно-территориальные единицы:
- 5 городов республиканского значения (Абакан, Абаза, Саяногорск, Сорск, Черногорск),
- 8 районов, включающие:
  - 83 сельсовета и 1 поссовет (с центрами в одноимённых сельских населённых пунктах: сёлах, деревнях, посёлках, аалах)
  - 4 посёлка городского типа (поссовета): Аскиз (Аскизский поссовет), Бискамжа (Бискамжинский поссовет), Вершина Тёи (Вершино-Тёйский поссовет), Усть-Абакан (Усть-Абаканский поссовет) с центрами в одноимённых рабочих посёлках.

Столицей Хакасии является город Абакан.

## Муниципальное устройство
В рамках муниципального устройства республики, в границах административно-территориальных единиц Хакасии образовано 100 муниципальных образований, из них:
- 5 городских округов,
- 8 муниципальных районов,
  - 83 сельских поселения (82 сельсовета и 1 поссовет),
  - 4 городских поселения (Аскизский поссовет, Бискамжинский поссовет, Вершино-Тёйский поссовет, Усть-Абаканский поссовет).

## Районы и города республиканского значения (городские округа)

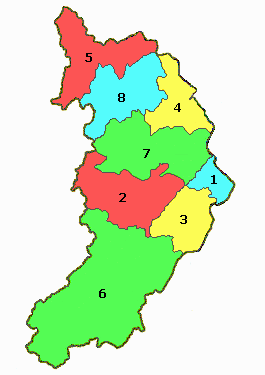
Районы Хакасии

| №        | Флаг | Герб | Название                                            | Административный центр | Площадь, км² | Население, чел., (2021 г.) |
| -------- | ---- | ---- | --------------------------------------------------- | ---------------------- | ------------ | -------------------------- |
| 1e-06    |      |      | Районы (муниципальные районы)                       |                        |              |                            |
| 1        |      |      | Алтайский район (хак. Алтай аймағы)                 | село Белый Яр          | 1 736        | ↘24 000                    |
| 2        |      |      | Аскизский район (хак. Асхыс аймағы)                 | село Аскиз             | 7 536        | ↗39 651                    |
| 3        |      |      | Бейский район (хак. Пии аймағы)                     | село Бея               | 4 536        | ↗17 926                    |
| 4        |      |      | Боградский район (хак. Боград аймағы)               | село Боград            | 6 660        | ↘11 497                    |
| 5        |      |      | Орджоникидзевский район (хак. Орджоникидзе аймағы)  | посёлок Копьёво        | 6 610        | ↘10 114                    |
| 6        |      |      | Таштыпский район (хак. Таштып аймағы)               | село Таштып            | 20 290       | ↗15 679                    |
| 7        |      |      | Усть-Абаканский район (хак. Ағбан пилтірі аймағы)   | пгт Усть-Абакан        | 8 880        | ↗47 971                    |
| 8        |      |      | Ширинский район (хак. Шира аймағы)                  | село Шира              | 6 880        | ↘25 027                    |
| 8.000002 |      |      | Города республиканского значения (городские округа) |                        |              |                            |
| 9        |      |      | город Абаза                                         | город Абаза            | 17           | ↘12 272                    |
| 10       |      |      | город Абакан (хак. Ағбан)                           | город Абакан           | 112,38       | ↘184 284                   |
| 11       |      |      | город Саяногорск (хак. Наа сойан тура)              | город Саяногорск       | 115,3        | ↘56 755                    |
| 12       |      |      | город Сорск (хак. Сорығ)                            | город Сорск            | 1 200        | ↘11 023                    |
| 13       |      |      | город Черногорск (хак. Харатас)                     | город Черногорск       | 117,8        | ↘77 963                    |

## Сельсоветы и поссоветы
Сельсоветам и поссоветам соответствуют одноимённые муниципальные образования со статусом сельских и городских поселений. Их перечень приведён ниже с распределением по районам Хакасии. Городские поселения (поссоветы) выделены жирным шрифтом.

### Алтайский район
1. Аршановский сельсовет
2. Белоярский сельсовет
3. Изыхский сельсовет
4. Кировский сельсовет
5. Краснопольский сельсовет
6. Новомихайловский сельсовет
7. Новороссийский сельсовет
8. Очурский сельсовет
9. Подсинский сельсовет

### Аскизский район
1. Аскизский поссовет
2. Бискамжинский поссовет
3. Вершино-Тейский поссовет
4. Аскизский сельсовет
5. Балыксинский сельсовет
6. Базинский сельсовет
7. Бельтирский сельсовет
8. Бирикчульский сельсовет
9. Верх-Аскизский сельсовет
10. Есинский сельсовет
11. Кызласский сельсовет
12. Пуланкольский сельсовет
13. Усть-Камыштинский сельсовет
14. Усть-Чульский сельсовет

### Бейский район
1. Бейский сельсовет
2. Большемонокский сельсовет
3. Бондаревский сельсовет
4. Кирбинский сельсовет
5. Куйбышевский сельсовет
6. Новоенисейский сельсовет
7. Сабинский сельсовет
8. Табатский сельсовет

Законом Республики Хакасия от 3 мая 2018 года № 24-ЗРХ Бейский и Новотроицкий сельсоветы преобразованы, путём их объединения, во вновь образованное муниципальное образование Бейский сельсовет с административным центром в селе Бея.

### Боградский район
1. Боградский сельсовет
2. Большеербинский сельсовет
3. Бородинский сельсовет
4. Знаменский сельсовет
5. Первомайский сельсовет
6. Пушновский сельсовет
7. Сарагашский сельсовет
8. Советско-Хакасский сельсовет
9. Сонский сельсовет
10. Троицкий сельсовет

### Орджоникидзевский район
1. Копьёвский поссовет
2. Гайдаровский сельсовет
3. Копьёвский сельсовет
4. Красноиюсский сельсовет
5. Новомарьясовский сельсовет
6. Орджоникидзевский сельсовет
7. Приисковый сельсовет
8. Саралинский сельсовет
9. Устинкинский сельсовет

### Таштыпский район
1. Анчулский сельсовет
2. Арбатский сельсовет
3. Большесейский сельсовет
4. Бутрахтинский сельсовет
5. Имекский сельсовет
6. Матурский сельсовет
7. Нижнесирский сельсовет
8. Таштыпский сельсовет
9. Межселенная территория

### Усть-Абаканский район
1. Усть-Абаканский поссовет
2. Вершино-Биджинский сельсовет
3. Весенненский сельсовет
4. Доможаковский сельсовет
5. Калининский сельсовет
6. Московский сельсовет
7. Опытненский сельсовет
8. Райковский сельсовет
9. Расцветовский сельсовет
10. Сапоговский сельсовет
11. Солнечный сельсовет
12. Усть-Бюрский сельсовет
13. Чарковский сельсовет

### Ширинский район
1. Беренжакский сельсовет
2. Борцовский сельсовет
3. Воротский сельсовет
4. Джиримский сельсовет
5. Ефремкинский сельсовет
6. Жемчужненский сельсовет
7. Коммунаровский сельсовет
8. Селосонский сельсовет
9. Соленоозерный сельсовет
10. Спиринский сельсовет
11. Туимский сельсовет
12. Фыркальский сельсовет
13. Целинный сельсовет
14. Черноозерный сельсовет
15. Ширинский сельсовет

## История
Хакасский уезд, образованный 14 ноября 1923 года в составе Енисейской губернии, первоначально включал 8 волостей: Аскызскую, Ачинско-Горную, Кизыльскую, Сейскую, Синявинскую, Усть-Абаканскую, Усть-Енисейскую и Усть-Фыркальскую. В 1924 году вместо 8 волостей в уезде было образовано 4 района — Аскизский, Таштыпский, Чарковский и Чебаковский.
В 1925 году Хакасский уезд был преобразован в Хакасский округ Сибирского края. В 1926 году был образован Сухотесинский район.
20 октября 1930 года Хакасский округ был преобразован в Хакасскую автономную область Западно-Сибирского края. В том же году Чарковский район был переименован в Усть-Абаканский. 30 апреля 1931 года центр автономной области село Усть-Абаканское было преобразовано в город областного подчинения Абакан. В том же году Сухотесинский район был переименован в Боградский. В 1933 году Чебаковский район был переименован в Ширинский. В 1935 году были образованы Бейский и Саралинский районы, а 20 января 1936 года был образован город областного подчинения Черногорск.
В 1941 году в составе Хакасской АО был образован Шарыповский район, в состав которого помимо прочего вошла часть территории Берёзовского района Красноярского края. В 1944 году был образован Алтайский район. 21 апреля 1947 года Шарыповский район был передан из Хакасской АО в Красноярский край. В 1955 году Саралинский район был переименован в Орджоникидзевский. Таким образом к 1 января 1960 года Хакасская АО включала Алтайский, Аскизский, Бейский, Боградский, Орджоникидзевский, Таштыпский, Усть-Абаканский и Ширинский районы, а также города областного подчинения Абакан и Черногорск.
В ходе Реформы 1962—1963 годов административно-территориальное деление Хакасской АО приняло следующий вид: Алтайский, Аскизский, Усть-Абаканский и Ширинский сельские районы; Абазинский и Туимский промышленные районы; города областного подчинения Абакан и Черногорск. В январе 1965 года все сельские районы были преобразованы в обычные районы, а промышленные районы были упразднены. Одновременно восстановлены Боградский и Таштыпский, а ближе к концу года и Бейский районы. В 1966 году был восстановлен Орджоникидзевский район. В 1975 году образован город областного подчинения Саяногорск.
В 1991 году Хакасская АО была преобразована в Республику Хакасия. В 2003 году города Абаза и Сорск получили статус городов республиканского подчинения.